# 영주 제일교회
영주 제일교회는 대한민국 경상북도 영주시 영주동에 있는 교회당이다. 2018년 8월 6일 대한민국의 국가등록문화재 제720-6호로 지정되었다.

## 개요
영주 제일교회는 1907년 정석주 집에서 기도 모임으로 시작되었고, 1909년 4월 구성공원 아래 쪽 초가 3칸을 매입하여 경북노회에 가입하고 영주교회가 설립되었다. 1938년 신사참배 반대운동으로 목사와 장로‧전도사들이 구금 또는 옥고를 치렀고, 한국전쟁중에 소실되었다가 1954년 5월 1일 기공 후 신도들의 노역봉사로 1958년 7월 25일 준공된 역사를 지닌 영주지역에서는 유일한 서양의 고딕식 건축양식을 차용한 절충양식의 예배당 근대건축물이다. 일제강점기와 한국전쟁, 근대산업시기를 거치면서 영주시의 근현대사에서 영주시민이자 신도들인 지역 주민들의 삶과 역사적 흔적들이 남아있어 전승 보전해야 할 문화유산으로 가치가 있다.

## 같이 보기
- 영주 근대역사문화거리

## 참고 자료
- 영주 제일교회 - 국가유산청 국가유산포털